# Prodidomus bryantae
Prodidomus bryantae là một loài nhện trong họ Gnaphosidae.
Loài này thuộc chi Prodidomus. Prodidomus bryantae được G. G. Alayón miêu tả năm 1995.